# Heber City
Heber City város az USA Utah államának Wasatch megyéjében, melynek megyeszékhelye is. Lakosainak száma 16 856 fő (2020. április 1.).

## Népesség
A település népességének változása:

| 2010 | 11 362 |
| 2020 | 16 856 |